# Yokota shōkai
Yokota shōkai (横田商会) est une société de production cinématographique japonaise du début du cinéma dans l'archipel. 

## Historique
Son origine remonte à la réception par Einosuke Yokota des premiers appareils cinématographiques des frères Lumière par l'entremise d'Inabata Katsutarō, avec le projet de faire des démonstrations itinérantes des machines. En 1901, Yokota fonde la Yokota Shōkai et se consacre à l'importation et à la projection de films. Vers 1908, la société s'engage avec Shōzō Makino et son théâtre Senbonza et crée le genre « jidaigeki » (appelé kyūgeki à l'époque), qui fera une vedette de Matsunosuke Onoe. Son premier studio est celui du château de Nijō, le second le studio Hokkendō,. En 1912, la Yokota Shōkai fusionne avec la Yoshizawa Shōten, la Fukuhōdō et la M. Pathe pour former la Nikkatsu.